# Aeródromo Calcurrupe
El Aeródromo Calcurrupe (OACI: SCLF), es un terminal aéreo ubicado junto a la localidad de Arquilhue en la comuna de Llifén, Provincia del Ranco, Región de Los Ríos, Chile. Es de propiedad privada.